# Петроварадин (община)
Общи́на Петроварадин (серб. Општина Петроварадин) — община в Сербії, в складі Південно-Бацького округу автономного краю Воєводина. Адміністративний центр общини — місто Петроварадин, що входить до агломерації міста Новий Сад.

## Населені пункти

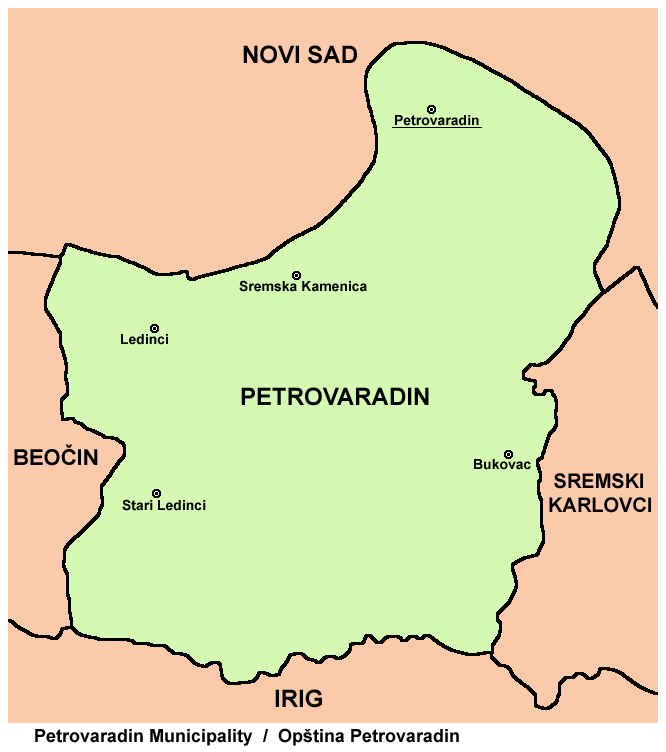

Община утворена з 5 населених пунктів (з них 1 місто — центр общини):
| Населений пункт   | Сербська назва (cirill) | Угорська назва (latin) | Населення (2011) |
| ----------------- | ----------------------- | ---------------------- | ---------------- |
| Петроварадин      | Петроварадин            |                        |                  |
| Сремська Камениця | Сремска Каменица        |                        |                  |
| Буковац           | Буковац                 |                        |                  |
| Лединці           | Лединци                 |                        |                  |
| Старі Лединці     | Стари Лединци           |                        |                  |